# Petr Mlejnek
Petr Mlejnek (* 1973) je bývalý český voják, zpravodajec a manažer, od července do srpna 2022 ředitel Úřadu pro zahraniční styky a informace (ÚZSI).

## Život
V letech 1993 až 1998 vystudoval obor ekonomika obrany státu na Vysoké vojenské škole ve Vyškově (získal titul Ing.). Byl aktivním vojákem, sloužil u výsadkářů v Chrudimi. Působil také ve velitelské funkci u elitní prostějovské jednotky, 601. skupiny speciálních sil. Většinu aktivní vojenské kariéry však strávil v operativních funkcích ve Vojenském zpravodajství, kde byl zástupcem šéfa speciálních operací. V roce 1999 působil ve Finančním výboru města Telč. V letech 2017 až 2018 absolvoval třísemestrální program management a kybernetická bezpečnost na soukromé vysoké škole CEVRO Institut (získal titul MBA).
Působil mimo jiné i v řídicích funkcích jednak Ministerstva obrany České republiky i ve vedení soukromých společností. Jako zpravodajský důstojník se věnoval vyhledávání a analýze bezpečnostních rizik v Česku a zahraničí v rámci Vojenského zpravodajství. Od dubna 2016 byl také viceprezidentem Asociace technických bezpečnostních služeb Grémium Alarm (AGA) při Hospodářské komoře ČR.
Mezi lety 2010 a 2011 byl obchodním manažerem ve firmě Škoda Transportation. V letech 2011 až 2022 působil jako ředitel pro strategický rozvoj a ekonomiku ve společnosti Techniserv, která se zabývá dodávkami elektronických bezpečnostních systémů, jež poskytuje státním institucím včetně ministerstev či Kanceláře prezidenta republiky.
V červnu 2022 Vláda ČR odsouhlasila, aby se k 8. červenci 2022 stal novým ředitelem Úřadu pro zahraniční styky a informace, a to po Marku Šimandlovi, který na svůj post rezignoval. V srpnu 2022 server Seznam Zprávy publikoval zjištění, že od roku 2012 udržoval pravidelné kontakty s Michalem Redlem, který se stal hlavní postavou v kauze Dozimetr. Následně Seznam Zprávy zveřejnily informaci, že Generální inspekce bezpečnostních sborů (GIBS) začala prověřovat podezření, že právě Petr Mlejnek donášel skupině kolem Michala Redla citlivé policejní informace. Údajné vyšetřování Mlejnka však sama GIBS obratem popřela. Dne 17. srpna 2022 nebyl při jednání vlády odvolán z funkce, když pro to vláda nenašla dostatečné odůvodnění. Sehrál prý pozitivní roli při rozkrývání zločinu v kauze Dozimetr. Mlejnkova manželka, pracující jako učitelka, byla spolumajitelkou firmy na ochranu proti odposlechům, kde byl jednatelem bývalý detektiv Luděk Vokál odsouzený za vynášení informací z policie.
Mlejnek měl v době nástupu na pozici ředitele ÚZSI prověrku od Národního bezpečnostního úřadu na stupeň „Tajné“. Aby se mohl seznamovat s utajovanými informacemi v přísně tajném režimu, požádal Mlejnek o udělení prověrky ve stupni „přísně tajné“. Zabývat se jí nicméně měli jeho vlastní podřízení z ÚZSI, což je v souladu se zákonem č. 412/2005 Sb. Dne 31. srpna 2022 nakonec oznámil, že na funkci ředitele Úřadu pro zahraniční styky a informace rezignoval.
Petr Mlejnek hovoří anglicky a rusky. Má třináct různých vyznamenání,[zdroj⁠?!] mezi něž patří dvě vyznamenání medailí NATO, dvě medaile za službu v zahraničních v misích SFOR a KFOR, medaile Armády ČR druhého a třetího stupně nebo medaile Armády Slovenské republiky.